# 懐仁市
懐仁市（かいじん-し）は中華人民共和国山西省朔州市に位置する県級市。

## 歴史
内モンゴルを中心に中国の北辺を支配した契丹人（キタイ人）耶律氏（ヤリュート氏）の征服王朝遼に設置された。1214年（貞祐2年）に金朝により雲州に昇格したが、元朝が成立すると間もなく懐仁県にもどされた。
1949年から1952年までは察哈爾省の管轄とされた。1954年には大同県と合併し大仁県と改められた。1964年に懐仁県が再設置された。2018年2月、県級市に昇格し懐仁市と改編され現在に至る。

## 行政区画
- 街道:雲西街道、雲中街道、雲東街道
- 鎮:呉家窯鎮、金沙灘鎮、毛家皂鎮
- 郷:何家堡郷、新家園郷、親和郷、海北頭郷、河頭郷